# Jurnal al-Khidiw
Jurnal al-Khidiw (arabisch جرنال الخديوي; osmanisch جرنال الخديوى ‚Journal des Khediven‘) war eine arabische Zeitschrift.

## Geschichte
Jurnal al-Khidiw wurde als erste gedruckte Zeitschrift auf Arabisch erstmals 1821–1822 veröffentlicht. Die zweisprachige türkisch-arabische Zeitschrift hatte eine Auflage von nur 100 Exemplaren. Zunächst wurde sie unregelmäßig per Hand und durch Lithografie gedruckt. Später wurde sie wöchentlich und schließlich täglich gedruckt. Am 3. Dezember 1828 wurde die Zeitschrift von Al-Waqa'i' al-Misriyya abgelöst.